# استانداردهای ضد تروریستی در تأسیسات شیمیایی
استانداردهای ضد تروریستی در تأسیسات شیمیایی (انگلیسی: Chemical Facility Anti-Terrorism Standards) یا (CFATS)، همچنین به عنوان 6 CFR بخش ۲۷ شناخته می‌شود و مجموعه مقررات امنیتی حکومت فدرال ایالات متحده آمریکا برای تأسیسات شیمیایی خطرناک مانند کارخانه‌های شیمیایی، تأسیسات تولید برق، پالایشگاه‌ها و دانشگاه‌ها می‌باشد.
وزارت امنیت داخلی ایالات متحده قانون نهایی را در ۹ آوریل ۲۰۰۷ اعلام کرد. این مقررات در تاریخ ۸ ژوئن ۲۰۰۷ به اجرا گذاشته شد و به جز مواد ذکر شده در ضمیمه A اعمال شد که همزمان با اعلام آن در تاریخ ۲۰ نوامبر ۲۰۰۷ در نشریه فدرال، این قانون نیز به مورد اجرا گذاشته شد.

## قوانین تأسیسات شیمیایی
قوانین جدید در مورد هر «تأسیسات شیمیایی» اعمال می‌شود که در مقررات زیر تعریف شده‌است:
تأسیسات شیمیایی یا تأسیسات به معنای مؤسسه ای است که دارای مقداری ماده شیمیایی است یا در نظر دارد در هر نقطه ای از زمان آنرا داشته باشد که این ماده شیمیایی تعیین شده توسط وزیر به عنوان ماده بالقوه خطرناک شناخته شده یا با سایر معیارهای مرتبط با خطر توسط وزارتخانه خطرناک شناسایی شده باشد. همان‌طور که در اینجا نیز استفاده می‌شود، اصطلاح تأسیسات شیمیایی یا تأسیسات نیز باید به صاحب یا اپراتور تأسیسات شیمیایی اشاره کند.
واکنش جامعه شیمیایی ایالات متحده به مقررات اولیه، نسبتاً انتقادی بود، اما تجدید نظرهایی که در ماه نوامبر در این قانون صورت گرفت، به نظر می‌رسید بسیاری از نگرانی‌های صنعت و دانشگاه را رفع کرده باشد. but the revisions introduced in November appear to have addressed many of the concerns of both industry and academia. به عنوان مثال، برخی از مواد شیمیایی با درجه سمی بودن پایین، مانند استون یا اوره، از فهرست حذف شده‌اند، زیرا نگهداری آرشیو برای این ترکیبات رایج، خود مانع سنگینی است. با این حال، برخی از گروه‌های محیط زیست معتقدند مقادیر استثنا شده از مواد شیمیایی خاص، به ویژه کلر (در حدود ۲۵۰۰ پوند (۱۱۰۰ کیلوگرم)) بیش از حد زیاد تنظیم شده‌است.

## تصویب قوانین
در تاریخ ۶ فوریه ۲۰۱۴، نماینده پاتریک میهن (R, PA-7) قانون برنامه اعطای مجوز حسابرسی مبارزه با تروریسم تاسیاست شیمیایی سال ۲۰۱۴ را به مجلس نمایندگان ایالات متحده (Hr. 4007؛ کنوانسیون ۱۱۳) ارائه کرد. این لایحه، قدرت وزارت امنیت داخلی آمریکا (DHS) را برای تنظیم امنیت در تأسیسات شیمیایی خاص ایالات متحده دائمی می‌کند. بر اساس قانون مبارزه با تروریسم شیمیایی (CFATS), DHS اطلاعات را از تأسیسات شیمیایی ایالات متحده جمع‌آوری و بررسی می‌کند تا تعیین کند که کدام تأسیسات کشور را در معرض خطر قرار می‌دهد و سپس آنها را مجبور به نوشتن و اجرای برنامه‌های امنیتی کند. کیتلین دورکویچ، دستیار دبیر اداره حفاظت زیر ساختها در DHS در برابر کمیته فرعی امنیت داخلی ایالات متحده در زمینه امنیت سایبری، حفاظت از زیرساخت‌ها و فناوری‌های امنیتی شهادت داده و به حمایت از این لایحه برخاست. در ۲۳ ژوئن ۲۰۱۴، به همراه گزارش مجلس ۱۱۳–۴۹۱ قسمت ۱ اصلاح شد. در ۸ ژوئیه ۲۰۱۴ کنگره در یک رأی یک‌صدا به نفع تصویب این لایحه رای داد.